# エレクトロ・ポップ
エレクトロ・ポップ（英: Electropop）は、1980年代初頭に最初に流行したエレクトロニック・ミュージックの一形式。エレクトロ・ポップは、電子音に重点を置いたシンセポップの派生ジャンルとされている。エレクトロ・ポップは、2000年代に人気が復活し、多数のアーティストに影響を与えた。

## 歴史
1980年代初頭、ヒューマン・リーグ、ソフト・セル、ゲイリー・ニューマン、ジョン・フォックス、ウルトラヴォックス、スティーヴ・ストレンジのヴィサージらが、エレクトロ・ポップの楽曲を発表し始めた。彼らの先輩格に当たる1970年代エレクトロ・ポップの例としては、ジョルジオ・モロダーとドナ・サマーの「アイ・フィール・ラブ」などがあげられる。英国人もこのジャンルに関わり、デヴィッド・ボウイのベルリン時代のアルバム、『英雄夢語り (ヒーローズ)』と『ロウ』の影響を受けた。ほかに影響を与えたのは、ドイツのテクノ・グループ、クラフトワークである。また、複数のグループがニューヨークのシンセ・パンク・グループ、スーサイドからもインスピレーションを感じていた。「ニューヨーク・タイムズ」紙のジョン・パレルスは、エレクトロ・ポップが派生ジャンル、チルウェイヴの元になったと分析している。またエレクトロ・ポップからはアップリフティング・トランスも派生している。
エレクトロ・ポップのバンドは、ドイツのクラウトロックのバンド、ノイ!、クラスター、カンからも影響を受けていた。『ローリング・ストーン』誌のライター、Parke Putergaughは1983年に、Mやヒューマン・リーグがこのジャンルに貢献し、第二次ブリティッシュ・インヴェイジョンの一部を担ったとの記事を書いている。
ヨーロッパには実験的で前衛的な電子音楽の歴史があるが、エレクトロ・ポップのような流行音楽は、前衛音楽からはあまり影響を受けていない。だが、前衛的な電子音楽の伝統は、「BBCラジオ・音響ワークショップ」や「ロンドン電子音楽スタジオ」のような組織において10年以上にわたり技術的な専門知識を蓄積した。それらの組織は、シンセ・ロックの先駆者たち、例えばブライアン・イーノ、ロキシー・ミュージック、タンジェリン・ドリーム、ピンク・フロイドの仕事を後押しした。
エレクトロ・ポップは1970年代終わりから1980年代はじめの英国音楽プレスにおいて、ミック・ファレンらによって批判された。エレクトロ・ポップは、そのシンセ・サウンドが1980年代初頭のイギリスにおけるニューロマンティック・ムーブメントとも密接に関わり合っている。また、初期エレクトロ・ポップは、サンプラー使用の要素をもった、ニュー・オーダーの記念すべき1983年のシングル「ブルー・マンデー」によって変わった。エレクトロ・ポップは、1980年代後半のレイヴ・カルチャーにとっては、懐古趣味の対象となる場合もあった。
米国の黒人音楽においても、ジョージ・クリントンとPファンクやロジャー&ザップのようなミュージシャンは、R&Bやファンクにエレクトロニクス導入した独特のスタイルのサウンドを追究した。後にデトロイト・テクノのジャンルも登場した。また、ニューヨークのアフリカ・バンバータもクラフトワークをサンプリングすることによって、ヒップホップのエレクトロ・スタイルを発明した。またMの「ポップ・ミューヂック」やリップスの「ファンキータウン」のような、よりポップな大ヒット曲も生まれた。YMOのテクノ・ポップもシーンに貢献した。
1990年代には、ケミカル・ブラザーズ、ファットボーイ・スリム、ゴールディー、トリッキー、ダフト・パンク、モービーらが登場した。エレクトロ・ポップは2000年代初めにエレクトロクラッシュ・ムーブメントとしてリバイバルした。それはルーク・スレーターのようなアーティストと、ロンドンのナイトクラブによって、ダンスシーンを牽引した。
ロンドン、ニューヨーク、ベルリン、そしてミシガン州のエレクトロクラッシュ・シーンから多くのエレクトロ・ポップ・ミュージシャンが登場し、2000年代初頭から現在にいたるまでアルバムを作り続けた。レディトロン、ドラゴネット、エレン・エイリアン、レディー・ガガなどがその例である。
2008年から2009年にかけ、ブリトニー・スピアーズの「ウーマナイザー」「スリー☆禁断のラヴ・エクスタシー」、レディー・ガガの「ジャスト・ダンス」「ポーカー・フェイス」などのエレクトロ・ポップ調の楽曲がBillboard Hot 100において1位を獲得し、エレクトロ・ポップは米国のポピュラー・ミュージックの人気ジャンルの一つになった。
K-POPにおいてもKARA、少女時代、TWICEらがエレクトロ・ポップを一部採用するケースが見られた。また多国籍のIZ*ONE、日本のNiziUなどもエレクトロ・ポップを使用した。

## 主なアーティスト
- アヴィーチー
- アウル・シティー
- ウルトラヴォックス
- M
- OMD
- KARA
- きゃりーぱみゅぱみゅ
- クラフトワーク
- ゲイリー・ニューマン
- サカナクション
- 少女時代
- Perfume
- ヒューマン・リーグ
- ジョン・フォックス
- デヴィッド・ゲッタ
- デペッシュ・モード
- ニュー・オーダー
- NiziU
- ペット・ショップ・ボーイズ
- ソフト・セル
- TWICE
- ヤズー
- リップス
- レディー・ガガ
- レディトロン
- YMO

## 洋書
- Depeche Mode & The Story of Electro-Pop, Q/Mojo magazine collaboration, 2005.
- Electronic Music: The Instruments, the Music & The Musicians by Andy Mackay, of Roxy Music (Harrow House, 1981)
- Jones, Hollin (2006). Music Projects with Propellerhead Reason: Grooves, Beats and Styles from Trip Hop to Techno. PC Publishing. ISBN 978-1-870775-14-4